# Waldemar Milewicz
Waldemar Milewicz (ur. 20 sierpnia 1956 w Dobrym Mieście, zm. 7 maja 2004 w Al-Latifijji) – polski dziennikarz telewizyjny, reporter i korespondent wojenny.

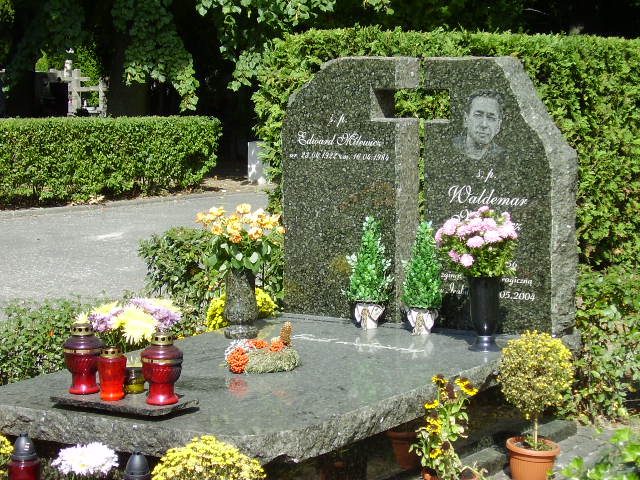
Grób Waldemara Milewicza na cmentarzu Wojskowym na Powązkach w Warszawie

## Życiorys

### Młodość
Ukończył liceum ogólnokształcące w Lidzbarku Warmińskim, następnie studia psychologiczne. W 1981 rozpoczął pracę w Telewizji Polskiej jako redaktor i dokumentalista redakcji Dziennika Telewizyjnego (prowadził część zagraniczną DTV), następnie od 1988 był kierownikiem Redakcji Wymiany i Korespondentów Zagranicznych w Dyrekcji Programów Informacyjnych. W 1991 został publicystą Działu Zagranicznego Telewizyjnej Agencji Informacyjnej, a od 1992 pracował jako publicysta w Dziale Zagranicznym redakcji Wiadomości.

### Korespondent wojenny
Był korespondentem wojennym, relacjonował wydarzenia z terenów konfliktów zbrojnych oraz wielkich katastrof. Prowadził reportaże m.in. z Bośni, Czeczenii, Kosowa, Abchazji, Rwandy, Kambodży, Somalii, Etiopii, Rumunii, Turcji i Hiszpanii. W 2003 relacjonował II wojnę w Zatoce Perskiej. Znany m.in. dzięki serii reportaży pod tytułem Dziwny jest ten świat.

### Śmierć i pogrzeb
Zginął w Iraku 7 maja 2004, gdy samochód polskiej ekipy dziennikarzy jadącej z Bagdadu do Karbali i Nadżafu ostrzelano z broni maszynowej (o zabójstwo oskarżono Salaha Chabbasa). Razem z nim zginął algierski montażysta z polskim obywatelstwem Mounir Bouamrane, a operator kamery Jerzy Ernst został ranny. Urna z jego prochami spoczęła w Alei Zasłużonych na cmentarzu Wojskowym na Powązkach w Warszawie (kwatera A29-tuje-1). Podczas uroczystości pogrzebowych odegrano, zgodnie z ostatnią wolą zmarłego, utwór I Feel You zespołu Depeche Mode.

### Wyróżnienia, nagrody
Za swoją pracę otrzymał wiele nagród m.in. czterokrotnie został wyróżniony przez Prezesa Telewizji Polskiej, otrzymał tytuł Dziennikarza Roku, był laureatem Wiktora, Polskiego Pulitzera, Telekamery i nagrody Grand Press. Johns Hopkins University przyznał mu nagrodę SAIS-Ciba Prize for Excellence in Journalism.

### Odznaczenia
- Krzyż Oficerski Orderu Odrodzenia Polski – 2004, pośmiertnie[4]
- Krzyż Kawalerski Orderu Odrodzenia Polski – 2002[5]
- Medal „Milito Pro Christo”

### Orzeczenie
W 2013 prokuratura okręgowa Warszawa Praga umorzyła śledztwo w sprawie zabójstwa Waldemara Milewicza i Mounira Bouamrane'a. Uzasadnienie decyzji to brak dokumentacji w sprawie tego zdarzenia ze strony irackiej, jak i amerykańskiej (ambasada RP poinformowała, że strona iracka nie ma żadnych takich dokumentów, a strona amerykańska w ogóle nie odpowiedziała, nawet na temat posiadania ewentualnych fotografii satelitarnych).

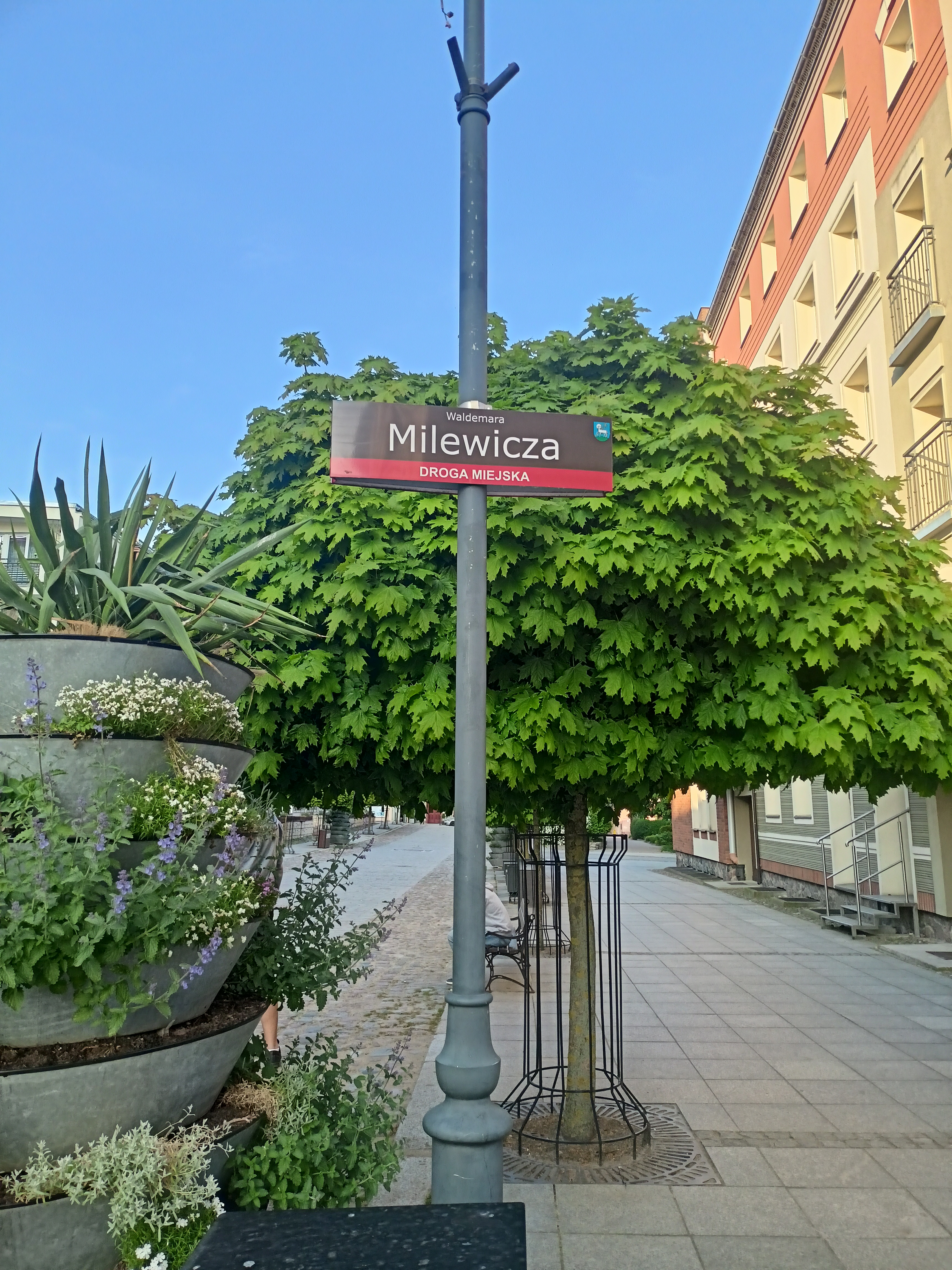
Ulica W. Milewicza w Lidzbarku Warmińskim

## Upamiętnienie
W Warszawie znajduje się CXXV Liceum Ogólnokształcące im. Waldemara Milewicza.
W Lidzbarku Warmińskim (gdzie uczęszczał do Liceum Ogólnokształcącego) oraz w Dobrym Mieście znajdują się ulice jego imienia.